# Ліберали (Швеція)
Ліберали (швед. Liberalerna) — шведська ліберальна політична партія. Заснована в 1934 році, вважає себе наступницею партії «Frisinnade landsföreningen», заснованої в 1902. Входить до право-центристської коаліції «Альянс за Швецію». У 1978 партія сформувала проіснувавший близько року уряд меншості, очолюваний тодішнім лідером партії Улою Ульстеном. Боролася проти дискримінації жінок. З 1990 і 25 років потому партія називалася Folkpartiet liberalerna, у 2015 було вирішено це спростити, відтоді партія називається Liberalerna (зі швед. ліберали)
У 1944—1967 роках лідером партії був видатний економіст Бертіль Олін, в 1977 році удостоєний Нобелівської премії з економіки.
Виступала за вступ Швеції в Європейський союз (що і відбулося в 1995 році), виступає за розширення ЄС та посилення євроінтеграції. Після закінчення «холодної війни» почала підтримувати вступ Швеції в НАТО.
На виборах до Риксдагу 17 вересня 2006 набрала 418 395 (7,54 %) голосів і отримала 28 місць з 349, зайнявши 4-е місце. За підсумками парламентських виборів 2010 року партія отримала 407 816 (7,1 %) голоси і 24 депутатських місця. На виборах 2018 року набрала %% голосів і отримала 19 місць в парламенті внаслідок чого стала сьомою по величині парламентською партією (19 місць з 349-ти).
Входила до уряду Райнфельдта з 2006 по 2014 роки, є членом Альянсу.
Лібералів з 2022 року очолює Йоган Персон
. У лютому 2019 року, після завершення урядових переговорів, Ян Бйорклунд оголосив про свій намір піти з керівної посади після 11 років на чолі лібералів. У червні 2019 року його змінив Нямко Сабуні.

## Організаційна структура
Партія складається з ленних федерацій (länsförbund), лені федерації з місцевих об'єднань (lokal förening).
Вищий орган — національна конференція (landsmöte), між національними конференціями — партійний рада (partiråd), між партійними радами — партійне правління (partistyrelse), вища посадова особа — партійний голова (partiordförande).

#### Ленні федерації
Ленні федерації відповідають ленам.
Вищий орган ленної федерації — конференція ленної федерації (länsförbundsmöte), між конференціями ленної федерації — правління ленної федерації (länsförbundsstyrelse), найвища посадова особа ленно федерації — голова ленної федерації (länsförbundsordförande).

#### Місцеві об'єднання
Місцеві об'єднання відповідають комунам, містам або групам комун.
Вищий орган місцевого об'єднання — загальні збори об'єднання (föreningsmedlemsmöte), між загальними зборами місцевого об'єднання — правління об'єднання (föreningstyrelse), найвища посадова особа місцевого об'єднання — голова об'єднання (föreningsordförande).

#### Союз ліберальної молоді
Молодіжна організація партії — Союз ліберальної молоді.
Вищий орган — конгрес (kongressen), між конгресами — союзне правління (förbundsstyrelsen), вища посадова особа — союзний голова (förbundsordföranden).

## Участь у виборах

### Риксдаг
| Вибори | Голоси  | %         | Місць    | +/–  | Уряд                      |
| ------ | ------- | --------- | -------- | ---- | ------------------------- |
| 1936   | 376,161 | 12.9 (#4) | 27 / 230 | ▲ 3  | Опозиція                  |
| 1940   | 344,113 | 12.0 (#3) | 23 / 230 | ▼ 4  | Коаліція                  |
| 1944   | 398,293 | 12.9 (#4) | 26 / 230 | ▲ 3  | Коаліція (1944–1945)      |
| 1944   | 398,293 | 12.9 (#4) | 26 / 230 | ▲ 3  | Опозиція (1945–1948)      |
| 1948   | 882,437 | 22.7 (#2) | 57 / 230 | ▲ 31 | Опозиція                  |
| 1952   | 924,819 | 24.4 (#2) | 58 / 230 | ▲ 1  | Опозиція                  |
| 1956   | 923,564 | 23.8 (#2) | 58 / 231 | ▬ 0  | Опозиція                  |
| 1958   | 700,019 | 18.2 (#3) | 38 / 231 | ▼ 20 | Опозиція                  |
| 1960   | 744,142 | 17.5 (#2) | 40 / 232 | ▲ 2  | Опозиція                  |
| 1964   | 720,733 | 17.0 (#2) | 43 / 233 | ▲ 3  | Опозиція                  |
| 1968   | 688,456 | 14.3 (#3) | 34 / 233 | ▼ 9  | Опозиція                  |
| 1970   | 806,667 | 16.2 (#3) | 58 / 350 | ▲ 24 | Опозиція                  |
| 1973   | 486,028 | 9.4 (#4)  | 34 / 350 | ▼ 24 | Опозиція                  |
| 1976   | 601,556 | 11.1 (#4) | 39 / 349 | ▲ 5  | Коаліція (1976–1978)      |
| 1976   | 601,556 | 11.1 (#4) | 39 / 349 | ▲ 5  | Уряд меншості (1978–1979) |
| 1979   | 577,063 | 10.6 (#4) | 38 / 349 | ▼ 1  | Коаліція                  |
| 1982   | 327,770 | 5.9 (#4)  | 21 / 349 | ▼ 17 | Опозиція                  |
| 1985   | 792,268 | 14.2 (#3) | 51 / 349 | ▲ 30 | Опозиція                  |
| 1988   | 655,720 | 12.2 (#3) | 44 / 349 | ▼ 7  | Опозиція                  |
| 1991   | 499,356 | 9.1 (#3)  | 33 / 349 | ▼ 11 | Коаліція                  |
| 1994   | 399,556 | 7.2 (#4)  | 26 / 349 | ▼ 7  | Опозиція                  |
| 1998   | 248,076 | 4.7 (#6)  | 17 / 349 | ▼ 9  | Опозиція                  |
| 2002   | 710,312 | 13.4 (#3) | 48 / 349 | ▲ 31 | Опозиція                  |
| 2006   | 418,395 | 7.5 (#4)  | 28 / 349 | ▼ 20 | Коаліція                  |
| 2010   | 420,524 | 7.1 (#4)  | 24 / 349 | ▼ 4  | Коаліція                  |
| 2014   | 336,977 | 5.4 (#7)  | 19 / 349 | ▼ 5  | Опозиція                  |
| 2018   | 355,546 | 5.5 (#7)  | 20 / 349 | ▲ 1  | Позапарламентська         |
| 2018   | 355,546 | 5.5 (#7)  | 20 / 349 | ▲ 1  | Опозиція (2021–)          |
| 2022   | 297,566 | 4.62 (#8) | 16 / 349 | ▼ 4  | TBD                       |

### Європарламент
| Вибори | Голосів | %         | Місць         | +/–     |
| ------ | ------- | --------- | ------------- | ------- |
| 1995   | 129,376 | 4.8 (#6)  | 1 / 22        |         |
| 1999   | 350,339 | 13.8 (#4) | 3 / 22        | ▲ 2     |
| 2004   | 247,750 | 9.9 (#5)  | 2 / 19        | ▼ 1     |
| 2009   | 430,385 | 13.6 (#3) | 3 / 18 3 / 20 | ▲ 1 ▬ 0 |
| 2014   | 368,514 | 9.9 (#4)  | 2 / 20        | ▼ 1     |
| 2019   | 171,419 | 4.1 (#8)  | 1 / 20        | ▼ 1     |